# Gebänderter Warzenkäfer
Der Gebänderte Warzenkäfer (Anthocomus fasciatus) ist ein Käfer aus der Unterfamilie der Zipfel- oder Warzenkäfer. Die Gattung Anthocomus ist in Europa mit zehn Arten vertreten. Der gebänderte Warzenkäfer ist weit verbreitet und kommt auch in Mitteleuropa vor.

## Bemerkungen zum Namen
Der Käfer wird unter dem Namen Cantharis fasciata bereits 1758 in der berühmten 10. Auflage von Linnés Systema Naturae aufgeführt. Dabei verweist Linné auf eine frühere Beschreibung in der Fauna Svecica, und dort auf eine noch frühere Beschreibung von 1736. Die beiden früheren Beschreibungen benutzen jedoch noch nicht die Binäre Nomenklatur, deswegen gilt die Beschreibung von 1758 als Erstbeschreibung. Sie enthält den Satz elytris nigris, fasciis duabus rubris (lat. mit schwarzen Flügeldecken mit zwei roten Bändern). Daraus erklärt sich der lateinische Artname fasciatus (lat. gebändert) und der deutsche Namensteil gebändert.
Der Gattungsname Anthocomus (altgr. ανθοκόμος anthokómos) bedeutet Blumen hegend und steht für bunte Käfer. Der Name Warzenkäfer bezieht sich auf zwei Paare von Hautblasen, die beidseitig zwischen Kopf und Prothorax und zwischen Metathorax und Hinterleib liegen und ausgestülpt werden können.
| |                              |
| Abb. 1: ♀ von oben und unten | Abb. 2: ♂ von vorn und Seite |
| |                              |
| Abb. 3: Excitator, rechts von oben, links etwas mehr von außen, Kopie ganz rechts teilweise koloriert; rot: nach oben ragender Sekretgeber; grün:Rinne, tiefer als breit |                              |

## Merkmale des Käfers
Der flache, längliche Käfer erreicht eine Länge von 3 bis 3,5 Millimetern. Sein Körper ist nur schwach sklerotisiert und flaumartig anliegend behaart.
Der Kopf ist grünschwarz, die Stirn flach und vorn etwas eingedrückt. Die elfgliedrigen Fühler sind so lang wie Kopf und Halsschild zusammen und vor den Augen eingelenkt. Sie sind schwarz, das erste Glied an der Spitze, das zweite und dritte Glied auf der Unterseite rötlichgelb aufgehellt. Die Fühlerglieder sind seitlich nach vorn etwas erweitert bis leicht gesägt. Beim Männchen trägt das fünfte bis elfte Glied oberhalb und unterhalb der Erweiterung eine zarte Längsmembran, deren Rand fein stumpf gesägt ist. Die Membranen bilden zueinander einen Winkel von etwa 120°. Am getrockneten Material sind sie kaum zu erkennen.
Die Oberlippe ist etwa so lang wie breit und vorn leicht abgerundet. Die Oberkiefer haben eine zweizähnige Spitze. Die Kiefertaster sind fadenförmig und haben ein zugespitztes Endglied. Die Lippentaster sind kurz, das zweite und dritte Glied gleich lang.
Der Halsschild ist gleichfarbig wie der Kopf und gleichmäßig flach gewölbt. Er ist etwa gleich lang wie breit und etwas schmaler als die Flügeldecken. Die Basis und der Vorderrand sind leicht nach außen gerundet, die Seiten von oben betrachtet fast parallel. Die Ecken sind abgerundet, der Hinterrand etwas aufgebogen.
Das Schildchen ist sehr klein, rundlich bis dreieckig und schwarz.
Die in der Grundfarbe matt schwarzen Flügeldecken haben hinter der Mitte eine rote an der Naht unterbrochene Querbinde und sind an der Spitze ebenfalls rot. Die roten Stellen können auch gelbrot sein oder den größeren Teil der Flügeldecken einnehmen. Bei der Variante regalis sind die roten Bereiche der Flügeldecken weiß gerandet. Die Flügeldecken sind fast parallel, nach hinten wenig erweitert und hinten einzeln abgerundet. Sie sind flach gewölbt, die Naht eingedrückt.
An der Spitze der Flügeldecken befinden sich bei den Männchen sogenannte Excitatoren, Organe, die der Stimulation im Zusammenhang mit der Begattung dienen. Die Excitatoren bestehen aus mehreren Teilen, die achsensymmetrisch zur Flügeldeckennaht jeweils auf beiden Flügeldecken ausgebildet sind. Jede Flügeldecke endet beim Männchen mit einer dünnen aber harten, leicht gewölbten Platte, die senkrecht nach oben und senkrecht zur Körperlängsachse positioniert ist (in Abb. 3 ungefärbt). Auf der (nach vorn zeigenden und innen liegenden) Oberseite dieser Platte liegt ein Porenfeld, das die durch die Lippentaster des Weibchens wahrgenommenen Wirkstoffe ausscheidet. Die Platte ist auf der Seite, die zur entsprechenden Platte der anderen Flügeldecke hin zeigt, an der Basis zu einer nach oben ragenden Zunge ausgezogen, die in einem spitz zulaufenden Schopf aus eng aneinanderliegenden Haaren endet. Die Zungen und Haarbüschel der beiden Flügeldecken liegen dicht parallel zueinander und werden Sekretgeber genannt (in Abb. 3 links gut erkennbar, rechts rot getönt). Im lebenden Zustand berühren sich die Sekretgeber nicht, beim Trocknen verwinden sie sich jedoch, und ändern wie andere dünnhäutige Skelettteile ihre Form und Lage zueinander. Im Sekretgeber münden in verschiedener Höhe vorn zwei Drüsenkanäle, aus denen die Sekrete aus dem im Flügelabsturz befindlichen Drüsenkomplex abfließen. Die Sekretgeber ragen während bestimmter Abschnitte der Balz in die Mundhöhle des Weibchens und werden von diesem beknabbert. Platte und Sekretgeber sind über eine sehr dünne, durchscheinende Rinne, die tiefer als breit ist, mit der Flügeldecke verbunden (in Abb. 3 rechts grün getönt). Vor der Rinne liegt höher auf dem Absturz der Flügeldecke zum Außenrand der Flügeldecken hin ein ovales dunkel pigmentiertes Feld, das von kurzen Borstenhaaren umgeben ist (in Abb. 3 links nur der Rand sichtbar, rechts nicht getönt). In dieses Porenfeld werden Exkrete abgesondert, die über die Kiefertaster des Weibchens wirken.
Die Beine sind schwarz, die Spitze der Vorderschenkel rötlich gelb. Alle Tarsen sind fünfgliedrig.
Die Hinterleibssternite sind hinten hell gerandet (Abb. 1 unten). Eine Beschreibung und Zeichnungen des neunten Abdominalsegments und der männlichen Geschlechtsorgane finden sich bei Verhoeff.

## Biologie
Die Larven leben räuberisch. Sie jagen andere im Holz lebende Insektenlarven. Die adulten Tiere fressen Pilzmycel und Sporen, die sie auf verpilzten Ästen finden. Sie erscheinen im Frühjahr für wenige Wochen, in gemäßigten Klimaten auch im frühen Frühjahr in Wohnungen. Man findet sie hauptsächlich auf Blüten, häufig von Doldenblütlern. Nach einem Reifefraß von rund zwei Wochen werden die Tiere für etwa eine Woche sexuell aktiv.
Zur Fortpflanzung fliegen sie auf die Blätter von Sträuchern und Bäumen in der Nähe. Der Paarung geht eine ausführliche Balz voraus, die wegen der wichtigen Rolle von Geschmacksstoffen als Geschmacksbalz bezeichnet wird. Die Weibchen sitzen unbewegt bevorzugt an der Unterseite von Blättern. Die Männchen dagegen suchen umherlaufend nach Weibchen. Häufig wechseln sie den Ausgangspunkt ihrer Suche, indem sie eine kleine Strecke fliegend zurücklegen. Bei Weibchen findet man dieses Verhalten weit seltener.
Ein Aufeinandertreffen geschieht zufällig, die Tiere erkennen die Artgenossen optisch, nicht aber das Geschlecht des Gegenübers. Für das Erkennen des Geschlechts ist es ausreichend, dass das Männchen kurz das Weibchen mit den Fühlern berührt. Möglicherweise entfernt sich das Weibchen, dann versucht das Männchen lebhaft, das Weibchen wieder zu finden. Die eigentliche Balz beginnt, wenn die Partner sich Kopf gegen Kopf gegenüber stehen. Oft verharren die Tiere länger in dieser Stellung. Die Fühler sind jedoch in dauernder vibrierender Bewegung und zeigen, dass die Tiere miteinander kommunizieren und dabei zunehmend erregt werden. Dann nähern sie sich vorsichtig einander und betasten sich ausschließlich mit den Fühlern. Wenn sich dieses gegenseitige Betasten intensiviert, dreht sich das Männchen unvermittelt um 180° und präsentiert seinen Excitator den Geschmacksorganen des Weibchens. Gewöhnlich beißt das Weibchen in die Strukturen des Excitators, gelegentlich auch daneben in die Flügeldecken, dann versucht das Männchen den Excitator so zu positionieren, dass die Kiefer- und Lippentaster in die Felder zu liegen kommen, in denen die Drüsen die Geschmacksstoffe ausscheiden, während die Sekretgeber direkt in die Mundöffnung geschoben werden.
Nachdem das Weibchen derart den männlichen Geschmacksstoffen ausgesetzt wurde, dreht sich das Männchen wieder um 180° und betastet mit seinen Fühlern das Weibchen von vorn. Diese beiden Positionswechsel können sich mehrmals wiederholen, bis beide Partner genügend gereizt sind. Dann folgt auf eine Phase der Betastung mit den Fühlern eine Drehung des Weibchens um 180°, sodass sich das Männchen vor dem Körperende des Weibchens befindet. Nun prüft das Männchen mit einem Biss, ob das Weibchen wirklich paarungsbereit ist. Als Reaktion auf den Biss entfernt sich das Weibchen oder es verharrt und lässt sich vom Männchen besteigen. Es wurde auch die einfachste Reaktionskette (ohne Wiederholungen) beobachtet: Männchen und Weibchen betasten sich mit den Fühlern → das Männchen dreht sich um und präsentiert seinen Excitator → das Weibchen beißt in den Excitator → das Weibchen dreht sich um, das Männchen dreht sich → das Männchen beißt prüfend das Weibchen → dieses flieht nicht. In jedem Fall wird, nachdem das Weibchen das Aufreiten des Männchens erlaubt hat, die Begattung vollzogen und der Penis ins Hinterleibsende des Weibchens eingeführt. Das Weibchen verharrt reglos, während das Männchen sich hochbäumt, bis die beiden Körper einen Winkel von 90° bilden. Dann lässt sich das Männchen nach hinten sinken, bis die beiden Körper in gerader Linie hintereinander liegen, die Hinterenden in Kopulation, das Weibchen auf dem Bauch, das Männchen auf dem Rücken liegend. So verharrt das Paar mehrere Minuten. Es kann das Männchen oder das Weibchen zuerst aus dieser Kopulationsstarre erwachen. Falls das Männchen als erster Partner aktiv wird, wiederholt es die letzten Bewegungen in umgekehrter Richtung, bis es auf den Rücken des Weibchens zu liegen kommt. Dann zieht es den Penis aus dem Hinterleib des Weibchens. Erwacht dagegen das Weibchen zuerst aus der Starre, dann bewegt es sich vorwärts und schleift das Männchen hinter sich her. Gleichzeitig versucht es, sich mit dem mittleren und hinteren Beinpaar gegen das Männchen zu stemmen, bis die Trennung gelingt.

## Verbreitung
Die Art ist im größten Teil Europas verbreitet und in Mittel- und Südeuropa sowie dem südlichen Nordeuropa zu finden. Im Westen fehlt sie nur in Portugal und auf den Kanaren, im Süden findet man sie in Spanien, Italien und Griechenland, im Norden reicht das Verbreitungsgebiet bis nach Norwegen, Schweden,  Finnland und das nordeuropäische Russland. Die Art fehlt jedoch in einem breiten Streifen im Osten, der von den Baltischen Staaten über Bulgarien, Rumänien, und das zentral- und osteuropäische Russland bis ans Mittelmeer mit Kroatien, Slowenien, Bosnien, Herzegowina, Mazedonien und Albanien reicht. Außerdem fehlt die Art auf den meisten Mittelmeerinseln. Dagegen ist der Käfer auch vom Kaukasus, aus Syrien und Palästina gemeldet.